# Friedrich Wetzel
Friedrich Wetzel (ur. 14 czerwca 1909 w Wittenburgu, zm. ?) – jeden z funkcjonariuszy SS pełniących służbę w hitlerowskich obozach koncentracyjnych i SS-Hauptsturmführer.
Pełnił służbę w obozach koncentracyjnych jako kierownik administracji w Niederhagen (15 grudnia 1942 – 18 kwietnia 1943), Neuengamme (19 kwietnia 1943 – 31 lipca 1944) i Dachau (1 sierpnia 1944 – koniec kwietnia 1945). Wetzel odpowiadał w wyżej wymienionych obozach za wyżywienie i zakwaterowanie więźniów.
Skazany w procesie załogi Dachau przez amerykański Trybunał Wojskowy na karę śmierci przez powieszenie. Wyrok zamieniono w akcie łaski na 10 lat pozbawienia wolności.